# Mancala

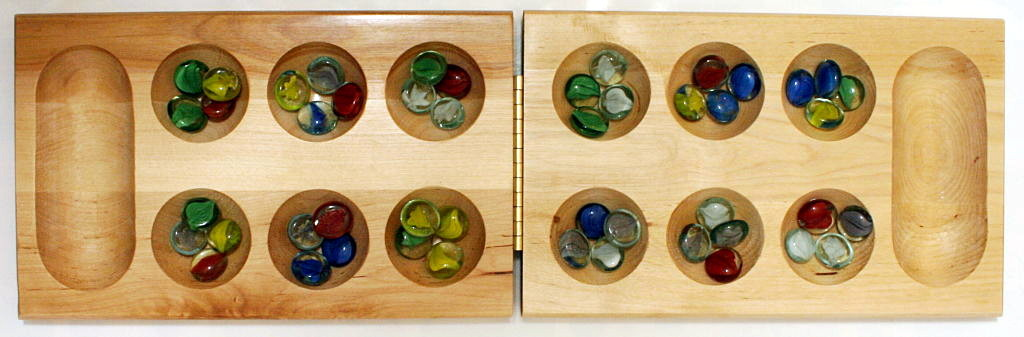
Összecsukható mancalatábla

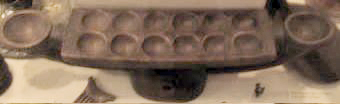
Fából készült mancalatábla Nyugat-Afrikából

A mancala (ejtsd: mankala, arabul: منقلة, manqalä) vagy mankala egy gyűjtőnév, amely a kétszemélyes táblajátékok egy családját jelöli. A mancala sok afrikai és ázsiai ország társadalmában olyan szerepet tölt be, mint a sakk a nyugati társadalmakban.
A mancala szó az arab naqala szóból származik, melynek jelentése mozogni. Nincs mancala nevű hagyományos játék, a mancala egy játéktípust jelöl. A szót használják Szíriában, Libanonban és Egyiptomban legalább, de sehol sem egy konkrét játékot jelöl.
A nyugati világban gyakran a kalaha játék szinonimájaként használják a mancala szót. Ez a hibás terminológia többnyire a marketingnek köszönhető.

## Szabályok
A játékszabályok nagyon eltérőek lehetnek, mert nagyon sokféle mancalajáték létezik.

### Kellékek
A mancalatáblákon általában 2 vagy 4 sor lyuk van. Egyes mancalajátékokat földbe vájt gödrökkel vagy kőbe vésett mélyedésekkel játszanak inkább. A lyukakat illetve gödröket hívják házaknak is. Néha a tábla két végén nagyobb gödrök találhatók, melyeket a játékosok a foglyul ejtett kövek tárolására használnak. Köveken kívül babszemeket vagy egyéb magvakat is használnak a játékhoz. A kövek kezdeti elhelyezése csakúgy, mint a tábla méretei játékonként változnak. Az endodoit például 2 x 6 méretű táblától a 2 x 10 méretű tábláig játsszák.

### A játék célja
Általában a mancalajátékok célja több követ foglyul ejteni, mint az ellenfél; néha azonban az a cél, hogy az ellenfél ne tudjon lépni vagy az, hogy a játékos saját oldala üres legyen.

### Vetés
Vetés előtt:
| 3 to sow | 1 |  | 2 | 4 |

Az első lyukból való vetés után:
| Now empty | 1 to 2 | 0 to 1 | 2 to 3 | Still 4 |

Vetés az első lyukból
Minden játéklépés úgy kezdődik, hogy a játékos kiválaszt egy magokat tartalmazó lyukat, amelyből vetni fog. A választási lehetőség gyakran a játékos oldalán lévő lyukakra korlátozódik. Egyes játékoknál csak egy bizonyos minimális magszámot meghaladó lyukat lehet választani.
A vetés során a táblán körbe haladva minden lyukba elhelyez a játékos egy-egy magot. Azért is hívják ezt vetésnek, mert minden lyukba pontosan egy mag kerül, ami a vetés folyamatára hasonlít.

### Elfogás
A játékosok elfoghatnak magokat attól függően, hogy melyik lyukban végződik a vetés. Az elfogás feltételei, és hogy mi történik az elfogott magokkal, nagyon változó. Jellemzően egy adott számú magot tartalmazó lyukban vagy egy adott konfigurációval átellenben lévő lyukban kell befejezni a vetést.
Egy másik gyakori elfogási szabály az, hogy akkor fogja el egy játékos valamely lyuk tartalmát, ha az abban lévő magok száma meghalad egy korlátot.
Egyes mancalajátékokban lyukakat is el lehet fogni. Ekkor a játék végén a lyukat elfogott játékos kapja annak tartalmát.

## Történet
A legkorábbi mancalaemlékek az Egyiptomban talált agyagból és kőből készült tábladarabok, melyek régészeti becslések szerint kb. a 6. és a 7. század környékéről származnak.
Feljegyzések tanúsága szerint 17. századi angol kereskedők játszottak mancalajátékokat, de Európában mégsem vált soha igazán közismertté és közkedveltté a mancala. Ez alól csak a Balti-térségben fellángolt Bohnenspiel játék és a Boszniában a mai napig játszott Ban-Ban kivétel. Találtak mancalatáblákat Szerbiában, Bulgáriában, Görögországban és egy délnémet kastélyban, nevezetesen Weikersheimban is. Az Amerikai Egyesült Államokban viszont jobban elterjedt a játék. Az egyik hagyományos mancalajátékot, a warra-t Louisiana államban még a 20. század elején is változatlan formájában játszották.

## Elemzés
A vető játékok jól elemezhetőek a kombinatorikus játékelmélet segítségével, amit Jeff Erickson ,,Sowing Games" című cikke mutat be például. Még lassú hardveren futó program is le tud győzni nagyon erős játékosokat is.